# Старое Село (Дрогобычский район)
Старое Село (укр. Старе Село) — село в Дрогобычской городской общине Дрогобычского района Львовской области Украины.
Население по переписи 2001 года составляло 654 человека. Занимает площадь 1,374 км². Почтовый индекс — 82155. Телефонный код — 3244.